# Puebla de Don Rodrigo (kommun)
Puebla de Don Rodrigo är en kommun i Spanien.   Den ligger i provinsen Provincia de Ciudad Real och regionen Kastilien-La Mancha, i den centrala delen av landet, 170 km sydväst om huvudstaden Madrid. Antalet invånare är 1 237.